# Chukyo
Chukyo, född 1218, död 1234, var regerande kejsare av Japan mellan 1221 och 1221.